# NGC 5162
NGC 5162 (ook: NGC 5174) is een spiraalvormig sterrenstelsel in het sterrenbeeld Maagd. Het hemelobject werd op 15 maart 1784 ontdekt door de Duits-Britse astronoom William Herschel.

## Synoniemen
- UGC 8475
- MCG 2-34-18
- ZWG 72.87
- IRAS 13269+1115
- PGC 47346